# 文忠傑
文忠傑（1905年8月16日—2006年12月12日）是中國湖北出生的台灣外科醫生、醫學家，曾任國防醫學院及三軍總醫院外科主任，被稱為「臺灣外科教父」，去世後得到第十七屆醫療奉獻獎。

## 生平

### 中國大陸時期
文忠傑生於1905年8月16日，出身湖北富貴人家，父親曾經希望他從商，繼承家業。
文忠傑為滬江大學理學院化學系學士、燕京大學工業化學碩士。寧漢分裂時，學業受影響，他認為在化學上的發展會因此受到阻礙，才決定北京協和醫學院攻讀醫學。他曾任職協和醫學院附設醫院外科部，在該院時認識眼科女醫生樊長松，1937年兩人結婚，生有三男。
在協和醫學院時，文忠傑治好一位年輕蒙古貴族的陰莖，卻因此得罪主張作陰莖切除手術的一名主治醫生，後一名主任醫生力挺才讓文忠傑續留，並升任總醫師。
文忠傑在對日抗戰期間赴美取得紐約大學醫學博士，於约翰·霍普金斯大學醫學院擔任研究員。

### 臺灣時期
文忠傑剛到臺灣時，藉由妻子開業養家，才能在醫學研究領域繼續發展。從離開協和到加入國防醫學院期間有十年，他跟隨學長張先林學習最新的手術技術，每天晚上還到圖書館讀書。
1951年，文忠傑開始任教於國防醫學院。其學生不少人是日後的醫學中心院長級人物，包括三軍總醫院院長閰中原、花蓮慈濟醫院院長林欣榮、台北振興醫院心臟移植中心主任魏崢、國防部軍醫局局長張聖原和國防醫學院院長王先震等人，因此被稱為「臺灣外科教父」。文忠傑早年教學嚴格，上課時發現學生打瞌睡會丟粉筆。臺北榮總副院長雷永耀回想，當年文忠傑查房會要醫生清楚病史、熟背病歷，若有記不清的地方，就當場摔病歷、撕病歷。文忠傑後來說這舉動在早年很多醫師都這樣，還有老師會從窗戶丟出去。
臺北榮總成立後，文忠傑在1951年到1967年擔任首任的一般外科主任，在1967年到1973年擔任國防醫學院及三總外科主任。他主要貢獻是協助國防醫學院成立外科部、台北榮民總醫院成立外科部、建立台灣外科分科制度及住院醫師訓練。他引進美國外科住院醫師、總醫師培訓制度，今日臺灣各醫院外科分科模式及專科醫師甄審規制，都是他的創舉。
文忠傑專長為肝外科及肝內結石，為臺灣首位在美國外科雜誌發表臺灣肝內結石臨床研究的學者。他也以觸診準確聞名，在還沒有超音波、電腦斷層時，許多高官手術前，都要特別請他診斷，才敢動刀。每當病家開刀前拿紅包給他，他就直接將紅包收到口袋裡，然後說先收到錢就不用工作了，就改由助手開刀，再回退給病家。若碰到比較迷信的病家，就只收紅包袋。長子文良彥回憶，父親工作很忙，全家看電影，都是電影演了一半了父親才來，不到一會兒，醫院又把他叫回去。
在每月的併發症和死亡病例討論會，文忠傑往往把年資已五、六年的主治醫師都問得啞口無言。一次病例討論會，他對一名年輕醫師連連提問，該年輕醫生招架不住，就被罵不求甚解，無異於屠夫行為，根本不夠格稱為「醫師」。三總外科醫師劉曉東記回憶，某次一位患者車禍肝臟破裂，文教授罵他沒看顧好、草菅人命，但事後了解，劉曉東一直守在病人床邊，在下次討論會上，文教授就公開道歉。
文忠傑有時候也會在開刀房摔東西，護士也怕他。衛生署參事譚開元表示，其實文老師面惡心善，學生留學缺盤纏、少安家費，他總是自掏腰包接濟。文忠傑在國防醫學院任職時，只要發現學生需要錢，就會慷慨解囊，不少人都在歲末年終收過刻有C.C.Wen（文忠傑英文姓名縮寫）的鋼筆，加上勉勵話語。一次文忠傑親戚腦中風，學生林欣榮幫忙後還獲得一筆諮詢費用。
1973年，文忠傑退休，被聘為外科顧問教授，繼續在第一線指導年輕的醫學生及醫師。1992年起，為了培育年輕人做研究，他成立學術基金會，贊助外科人才。他曾創下八旬時還在主持開刀的紀錄。國防醫學院教育長孫光煥說，有些年輕學生以為「老師祖」年紀太老，沒料到文老師還能舉出最新期刊研究，上台指著電腦斷層影像，點出學生診斷不足。
2004年9月18日，國防醫學院頒文忠傑名譽教授榮譽。醫學院祝賀他百歲壽誕，就放映一段學生偷錄他當年罵人的畫面。
九十歲時，文忠傑因腹腔主動脈瘤，由學生魏崢親自開刀。
文忠傑退休卅餘年，每月都參加三總外科死亡及併發症病例討論會，即使生病也早上七點準時出現，直到因食道癌過世前一個月。2006年12月12日上午，他病逝於三軍總醫院。
2007年4月28日，文良彥代替父親領第十七屆醫療奉獻獎。